# Baharilana lira
Baharilana lira là một loài chân đều trong họ Cirolanidae. Loài này được Kensley & Schotte miêu tả khoa học năm 2005.